# Ʉ̃́
Ʉ̃́ (minuscule : ʉ̃́), appelé U barré tilde accent aigu, est une lettre latine utilisée dans l’écriture du maquiritari, du mbanja, du tucano et du yuriti.
Elle est formée de la lettre Ʉ avec un tilde suscrit et un accent aigu.

## Usage informatique
Le U barré tilde accent aigu peut être représenté avec les caractères Unicode suivants : 
- décomposé (latin étendu B, alphabet phonétique international, diacritiques)[1],[2],[3] :

| formes    | représentations | chaînes de caractères | points de code       | descriptions                                                              |
| --------- | --------------- | --------------------- | -------------------- | ------------------------------------------------------------------------- |
| capitale  | Ʉ̃́               | Ʉ◌̃◌́                   | U+0244 U+0303 U+0301 | lettre majuscule latine u barré diacritique tilde diacritique accent aigu |
| minuscule | ʉ̃́               | ʉ◌̃◌́                   | U+0289 U+0303 U+0301 | lettre minuscule latine u barré diacritique tilde diacritique accent aigu |